# Paphiopedilum haynaldianum
Paphiopedilum haynaldianum là một loài lan thuộc Chi Lan hài, Họ Lan. Loài này sinh sống ở Negros và Luzon, Phlipipin.

## Hình ảnh

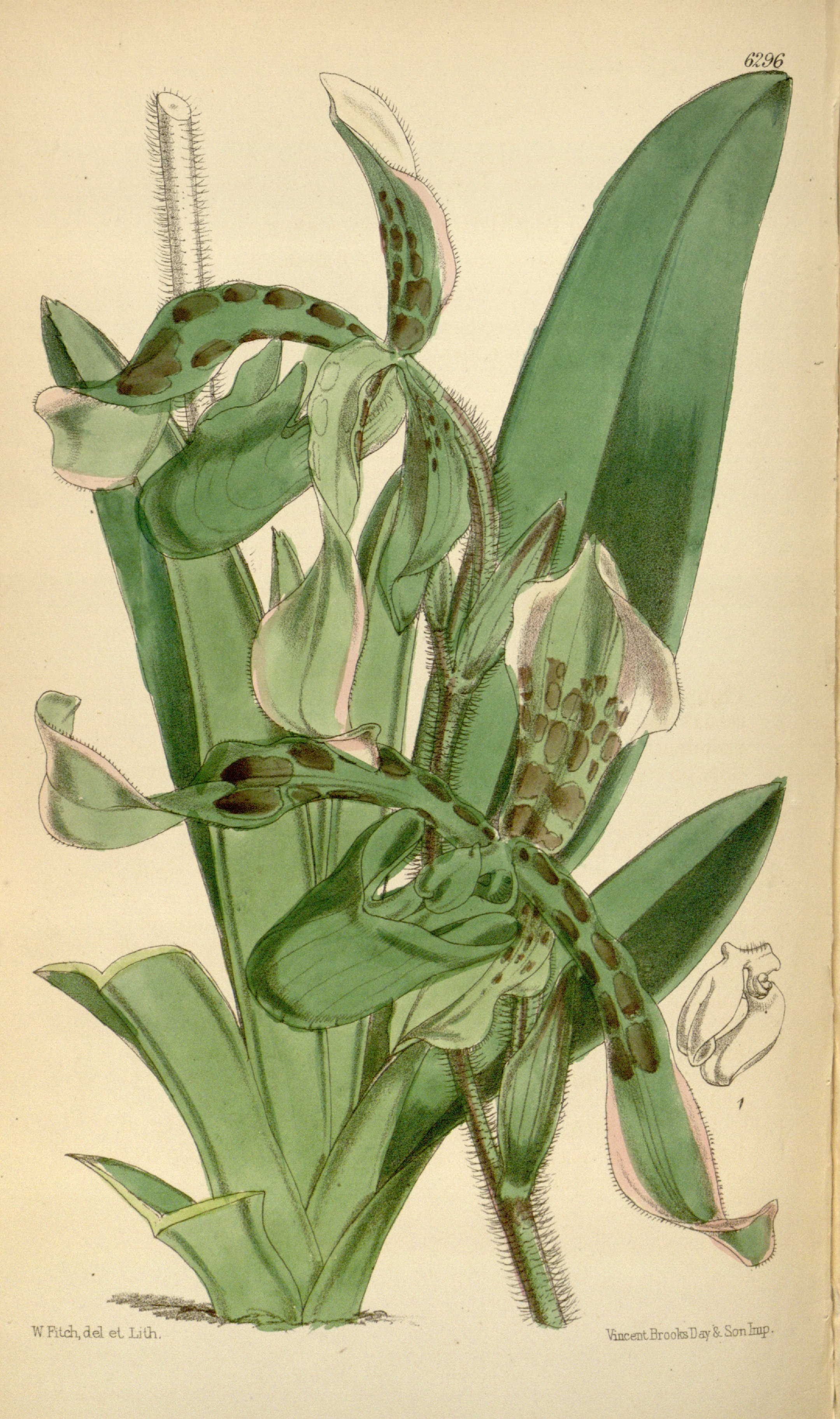
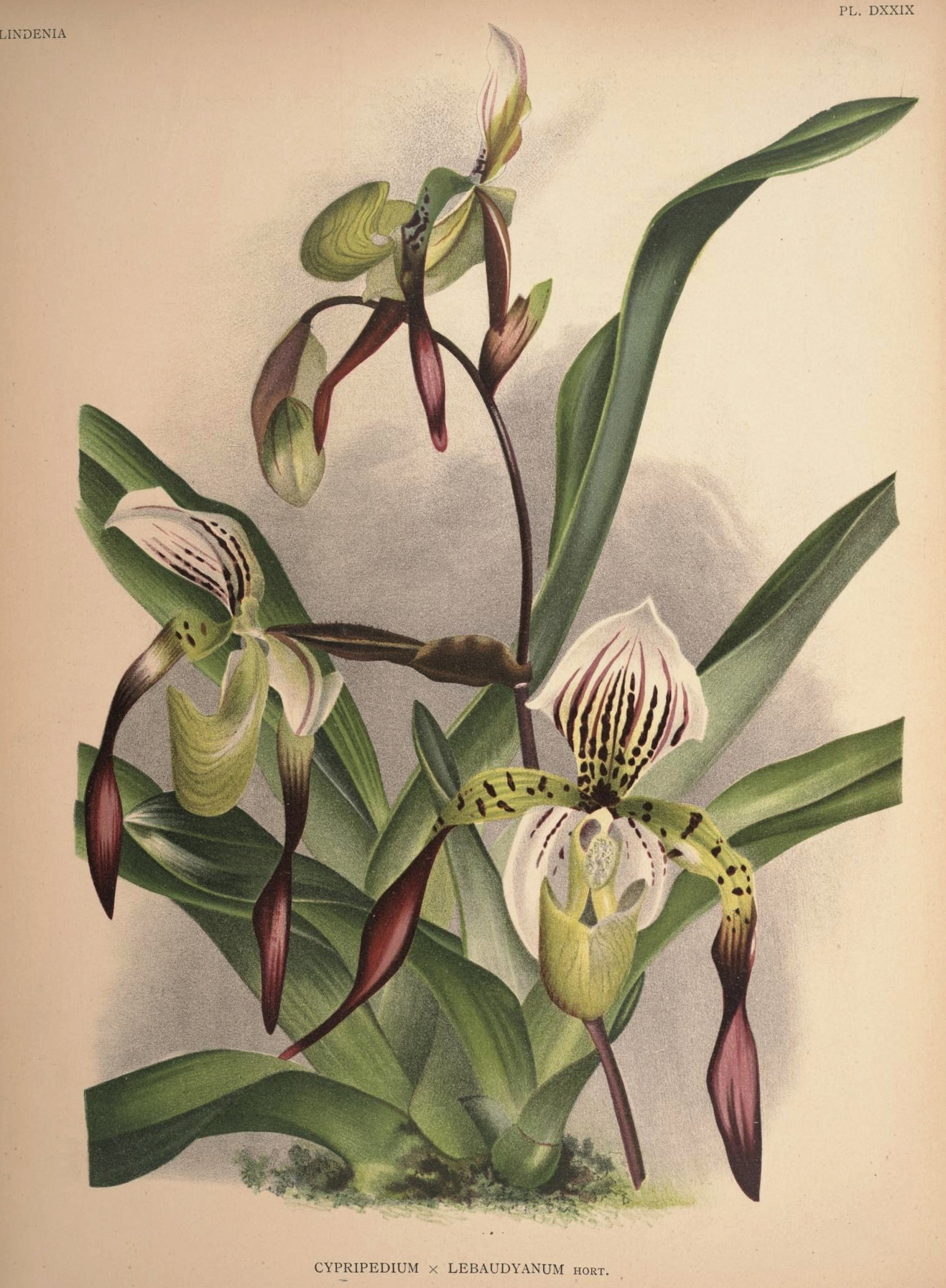
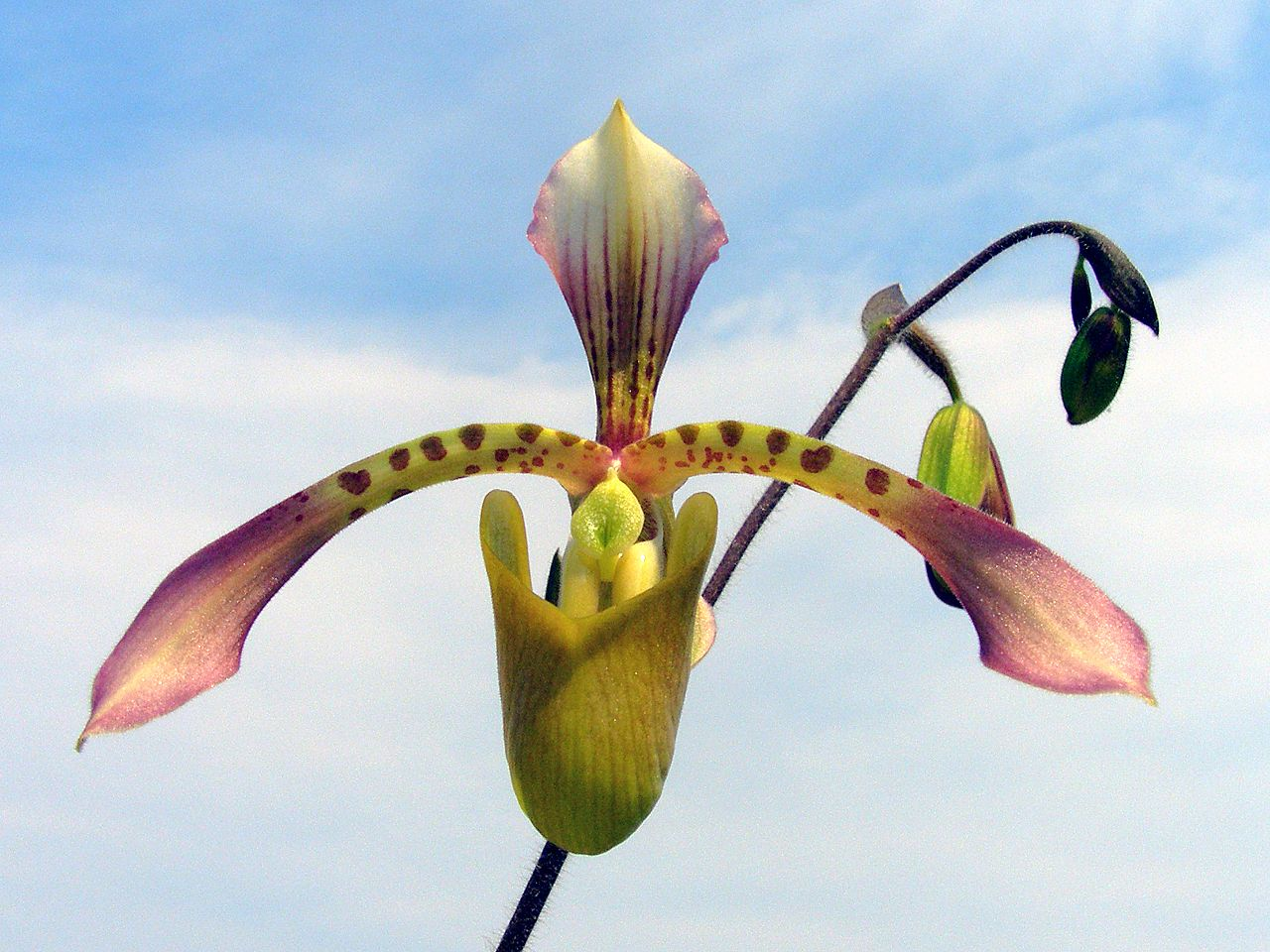
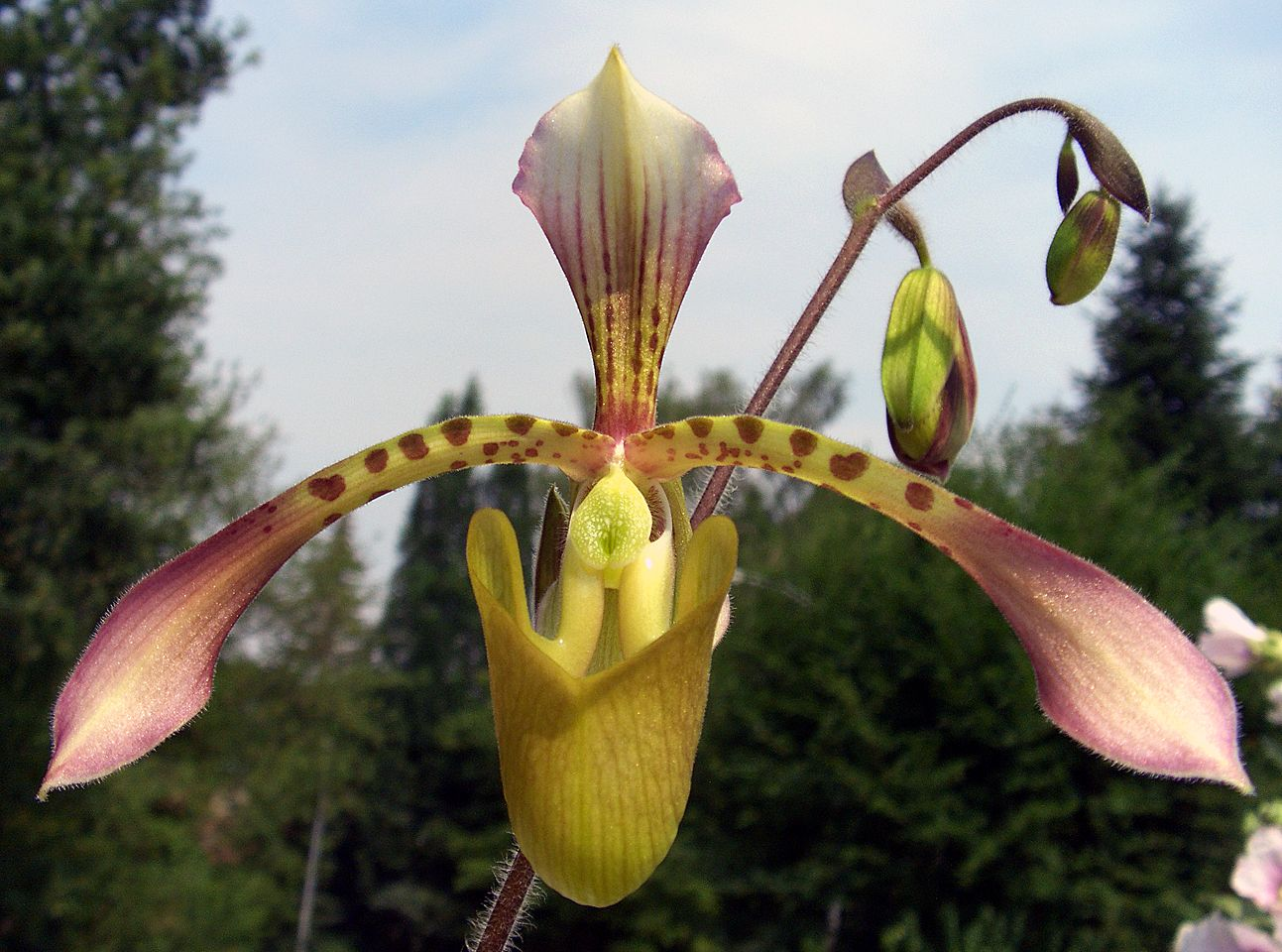